# Пашини Рувци
Пашини Рувци (мкд. Пашино Рувци) су насеље у Северној Македонији, у средишњем делу државе. Пашини Рувци припадају општини Кривогаштани.

## Географија
Насеље Пашини Рувци је смештено у средишњем делу Северне Македоније. Од најближег већег града, Прилепа, насеље је удаљено 25 km западно.
Пашини Рувци се налазе у средишњем делу Пелагоније, највеће висоравни Северне Македоније. Насељски атар је махом равничарски, док се даље ка западу издижу прва брда планине Баба. Јужно од насеља протиче Црна река. Надморска висина насеља је приближно 600 метара.
Клима у насељу је континентална.

## Становништво
По попису становништва из 2002. године, Пашини Рувци су имали 627 становника.
Претежно становништво у етнички Македонци (100%).
Већинска вероисповест у насељу је православље.